# Natalja Anisimova
Natalja Jurjevna (Guskova) Anisimova (ryska: Наталья Юрьевна (Гуськова) Анисимова), född den 16 november 1960, är en sovjetisk före detta handbollsspelare.
Hon tog OS-brons i damernas turnering i samband med de olympiska handbollstävlingarna 1988 i Seoul.
Hon tog även OS-brons i damernas turnering i samband med de olympiska handbollstävlingarna 1992 i Barcelona.